# ¡Feliz Año Nuevo, mamás!
¡Feliz Año Nuevo, mamás! (título original S Novym godom, mamy!) es una película rusa de comedia y drama de 2012, dirigida por Artyom Aksenenko, Anton Bormatov, Dmitriy Grachev, Klim Poplavskiy y Sarik Andreasyan, este último a su vez la escribió junto a Olga Antonova, Tigran Bakumyants, Leonid Margolin, Aleksandr Markin y Emil Nikogosyan, en la fotografía estuvo Anton Zenkovich y los protagonistas son Karen Badalov, Anna Banshchikova y Elizaveta Boyarskaya, entre otros. El filme fue realizado por Enjoy Movies y se estrenó el 27 de diciembre de 2012.

## Sinopsis
Esperando el Año Nuevo, distintas historias se entrelazan, vinculadas con las relaciones de las madres con sus hijos en la Rusia contemporánea.